# Rincalzatura
La rincalzatura è una lavorazione di coltivazione che consiste nel riportare terra dall'interfila alla base delle piante.

## Modalità di esecuzione
Tradizionalmente la rincalzatura si eseguiva con la zappa rimuovendo il terreno dall'interfila e addossandolo sul piede delle piante. Con l'avvento della meccanizzazione agraria l'operazione si esegue meccanicamente impiegando appositi attrezzi rovesciatori. Gli strumenti più adatti per questo scopo sono i rincalzatori, macchine mutuate dall'aratro assolcatore, generalmente dotate di più organi lavoranti conformati a doppio versoio, in grado di lavorare su più file.

## Finalità
La rincalzatura, maggiormente applicata in passato, si eseguiva per finalità differenti secondo le colture. Fra le principali si ricordano le seguenti:
- Rincalzatura della patata. L'operazione, oggi meno utilizzata che in passato, ricopre meglio i tuberi superficiali prevenendone l'inverdimento. La rincalzatura inoltre facilita la successiva raccolta manuale in quanto la rimozione di terreno di riporto è meno gravosa.
- Imbianchimento degli ortaggi. La rincalzatura provoca l'eziolamento della base degli ortaggi fogliosi rendendola più tenera e più apprezzabile alla vista, aspetti graditi dai consumatori per alcuni prodotti agricoli come ad esempio il cardo, il sedano, il radicchio, il finocchio, ecc. L'operazione è ancora largamente utilizzata per questo scopo soprattutto nei piccoli orti.
- Controllo delle infestanti. La rimozione del terreno nell'interfila elimina le piante infestanti presenti e l'addossamento al piede può avere un parziale effetto rinettante sulle giovani infestanti emerse lungo la fila. Questa finalità ha perso ormai importanza in quanto si raggiunge più facilmente con altre tecniche.
- Stimolazione dell'emissione di radici avventizie. Molte piante emettono radici avventizie allorché si addossa terreno alla base. Si pensava che questa operazione favorisse l'affrancamento delle piante e migliorasse le condizioni per il loro ancoraggio, tuttavia la finalità ha perso importanza dal momento che la rincalzatura provoca la morte di una parte dell'apparato radicale sviluppato nell'interfila, causando sotto questo aspetto più inconvenienti che benefici.

Attualmente la rincalzatura si può considerare una pratica ridimensionata, soprattutto nell'agricoltura intensiva di pieno campo, per la necessità di semplificare le operazioni colturali e ridurre il numero di passaggi di macchine. Resta tuttavia una pratica abbastanza diffusa in determinati contesti soprattutto come pratica tradizionale nei piccoli orti.